# Barbara Mandrell
Barbara Ann Mandrell (Houston, 25 dicembre 1948) è una cantante statunitense.

## Biografia
Nata e cresciuta in Texas insieme alle sorelle Louise Mandrell e Irlene Mandrell, è un'esponente del genere country. Nel 1969 ha firmato un contratto con la Columbia Records.
Il primo disco è uscito nel 1971 e comprende una cover di Otis Redding, ossia I've Been Loving You Too Long (To Stop Now), che è anche il suo primo grande successo. 
Negli anni '70 e '80 ha raggiunto il picco di popolarità grazie a diverse hit (Sleeping Single in a Double Bed, (If Loving You Is Wrong) I Don't Want to Be Right, Years e altre) e a numerose apparizioni televisive.
Dal 1975 al 1977 ha pubblicato per la Dot Records. Moods (1978) è uscito per la ABC Records, mentre per quasi tutti gli anni '80 ha inciso per la MCA Records. Negli anni '90 ha pubblicato con Capitol Records.
Nel 1980 ha debuttato in televisione col programma Barbara Mandrell and the Mandrell Sisters (NBC), a cui partecipano anche le sorelle Irlene e Louise Mandrell, oltre che diversi ospiti. Il programma ha chiuso nel 1982 per problemi di salute di Barbara.
Nel 1984 ha vinto il Grammy Award nella categoria "miglior interpretazione soul gospel di un duo" per I'm So Glad We're Standing Here Today (con Bobby Jones).
Nel settembre 1984 è stata coinvolta in un terribile incidente d'auto con due dei suoi figli. I tre sono sopravvissuti ma hanno avuto un lungo periodo di recupero.
È stata premiata due volte come "artista dell'anno" dalla Country Music Association e due volte come "artista femminile dell'anno" (1979 e 1981).
Nel 2009 è stata inserita nella Country Music Hall of Fame.
Ha lavorato come attrice in diverse serie e produzioni televisive, prendendo parte tra l'altro a 36 episodi di Sunset Beach (1997-1998).

## Discografia

### Album studio
- 1971 - Treat Him Right
- 1973 - The Midnight Oil
- 1974 - This Time I Almost Made It
- 1976 - This Is Barbara Mandrell
- 1976 - Midnight Angel
- 1977 - Lovers, Friends and Strangers
- 1977 - Love's Ups and Downs
- 1978 - Moods
- 1979 - Just for the Records
- 1980 - Love Is Fair
- 1982 - ...In Black and White
- 1982 - He Set My Life to Music
- 1983 - Spun Gold
- 1984 - Clean Cut
- 1984 - Christmas at Our House (album natalizio)
- 1985 - Get to the Heart
- 1986 - Moments
- 1987 - Sure Feels Good
- 1988 - I'll Be Your Jukebox Tonight
- 1990 - Morning Sun
- 1990 - No Nonsense
- 1991 - Key's in the Mailbox
- 1997 - It Works for Me

### Album live
- 1981 - Barbara Mandrell Live

### Album collaborativi
- 1972 - A Perfect Match (con David Houston)
- 1984 - Meant for Each Other (con Lee Greenwood)

### Raccolte (parziale)
- 1979 - The Best of Barbara Mandrell
- 1985 - Greatest Hits